# Tỉnh (Liban)
Tỉnh (Muhafazah) là cấp hành chính địa phương thứ nhất của Liban. Sau đây là danh sách tỉnh và tỉnh lỵ:
| STT | Tỉnh      | Tỉnh lỵ  | Bản đồ |
| --- | --------- | -------- | ------ |
| 1   | Beirut    | Beirut   |        |
| 2   | Núi Liban | Baabda   |        |
| 3   | Bắc       | Tripoli  |        |
| 4   | Beqaa     | Zahlé    |        |
| 5   | Nabatieh  | Nabatieh |        |
| 6   | Nam       | Sidon    |        |

Mỗi tỉnh lại được phân thành các quận, dưới nữa là các thành phố.
Căn cứ đạo luật 522 ngày 16 tháng 7 năm 2003 thì Liban có thêm hai tỉnh nữa, đó là:
1. Tỉnh Akkar (ban đầu là quận Akkar của tỉnh Bắc): tỉnh lỵ là Halba
2. Tỉnh Baalbek-Hermel (ban đầu là quận Baalbek và quận Hermel của tỉnh Beqaa): tỉnh lỵ là Baalbek.

Tuy nhiên, có nguồn cho rằng hai tỉnh này chỉ nằm trên giấy.